# Jamaicastes basistella
Jamaicastes basistella är en insektsart som först beskrevs av Walker 1851.  Jamaicastes basistella ingår i släktet Jamaicastes och familjen lyktstritar. Inga underarter finns listade i Catalogue of Life.